# Vlaho Bukovac
Pour les articles homonymes, voir Bukovac.
Vlaho Bukovac, né Biagio Faggioni le 5 juillet 1855 à Ragusa Vecchia (Cavtat) et mort le 23 avril 1922 à Prague, est un artiste peintre ragusain, citoyen autrichien d'origine dalmate, devenu tchécoslovaque sur la fin de sa vie.

## Biographie
De culture croate et européenne, Biagio Faggioni prend comme nom d'artiste Vlaho Bukovac, puis se rend en France où il étudie à l'école des Beaux-Arts de Paris avec Alexandre Cabanel, et expose au Salon de Paris de 1878 à 1887, sous le nom de « Blaise Bubovac ».
Médaille de bronze de l'Exposition universelle de Paris de 1889, il retourne en 1893 en Autriche-Hongrie où enseigne à l'Académie des beaux-arts de Prague, et a pour élèves le peintre, sculpteur et graveur slovène France Kralj (sl) (1895-1960), ainsi que les peintres serbes Milan Konjović et Kosta Hakman, ou encore le tchèque Emil Filla.

## Œuvres
- Portrait de Samson Fox, 1890, Mercer Art Gallery, Harrogate (Royaume-Uni)[4]
- Scandal, 1890, collection privée[5]
- Le peintre Joissant, 1891, huile sur toile, musée d'art d'archéologie et de sciences naturelles de Troyes[6]
- Purple Dream, 1916, Palais Blanc[7]

## La maison de Vlaho Bukovac à Cavtat
La maison, du XIXe siècle, où est né Vlaho Bukovac à Cavtat est devenu un musée qui lui est consacré ainsi qu'un lieu d'exposition d'artistes contemporains

## Quelques œuvres

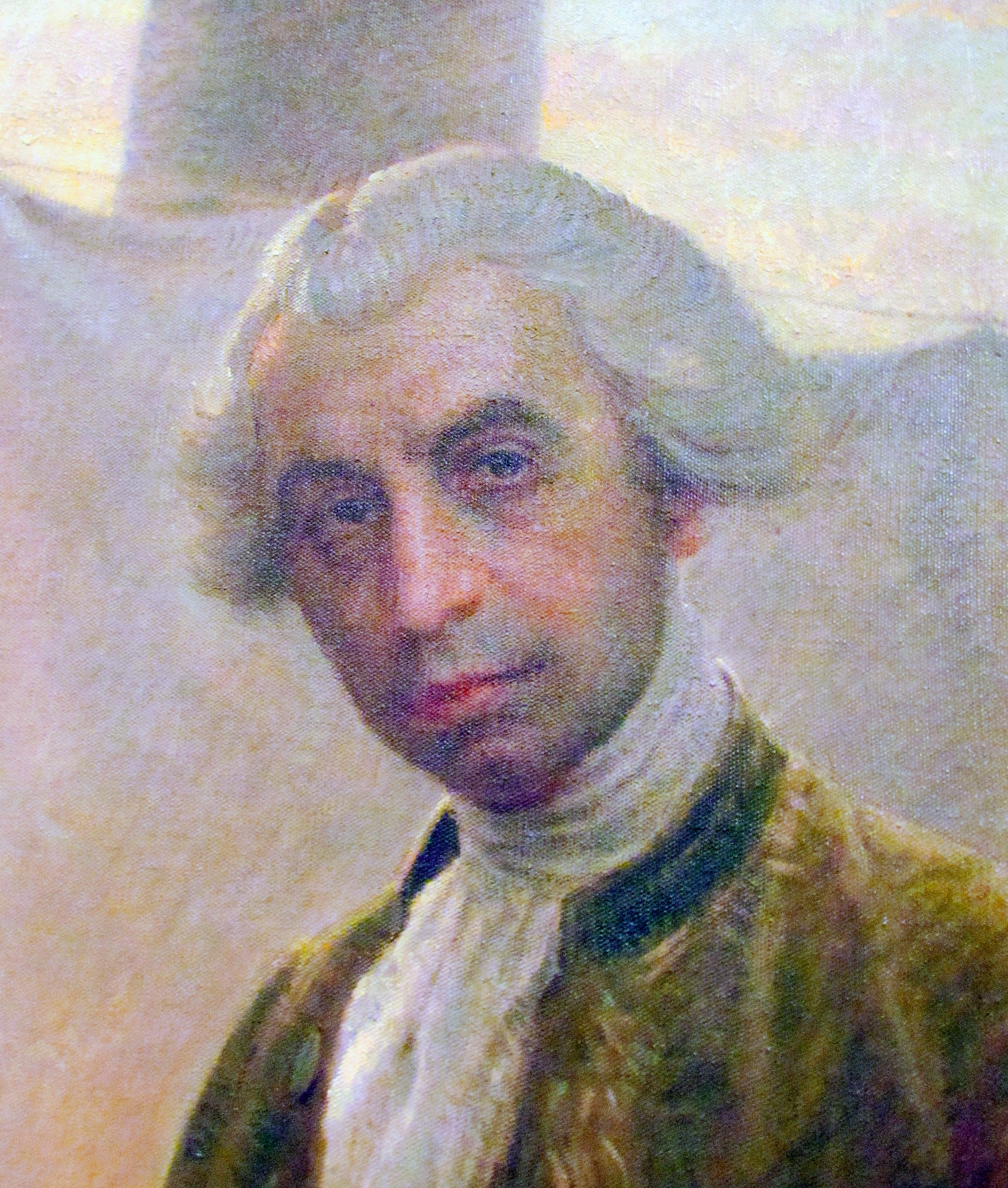
Le savant jésuite Ruđer Bošković
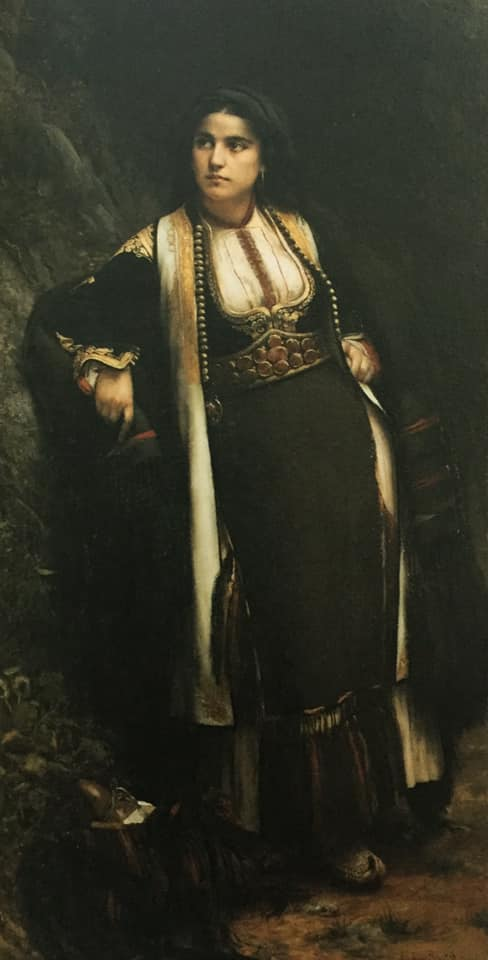
Dame monténégrine en habit traditionnel
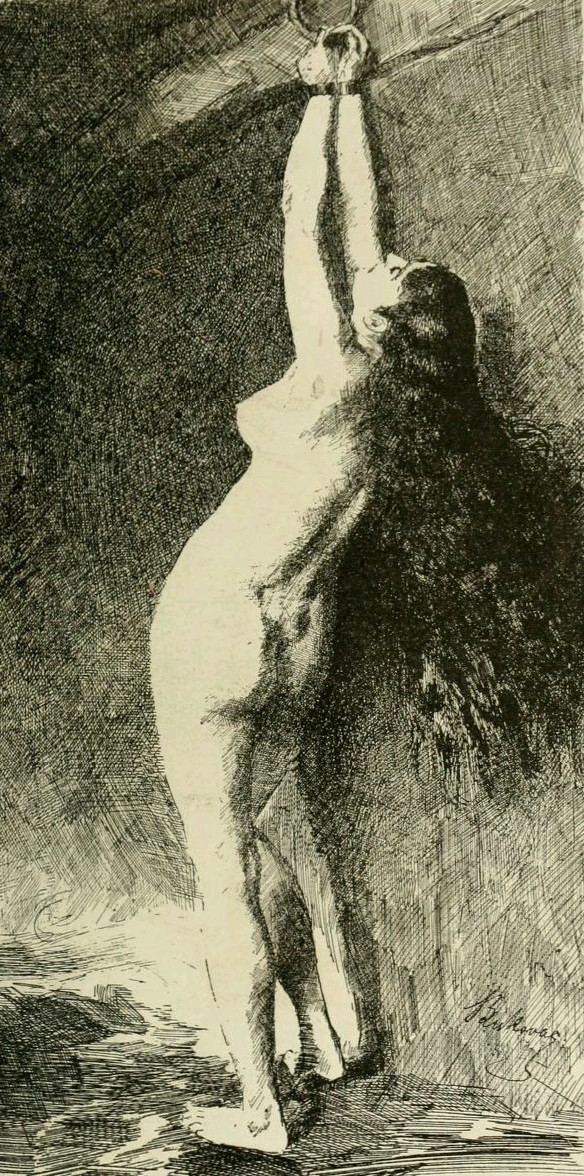
Andromède enchaînée
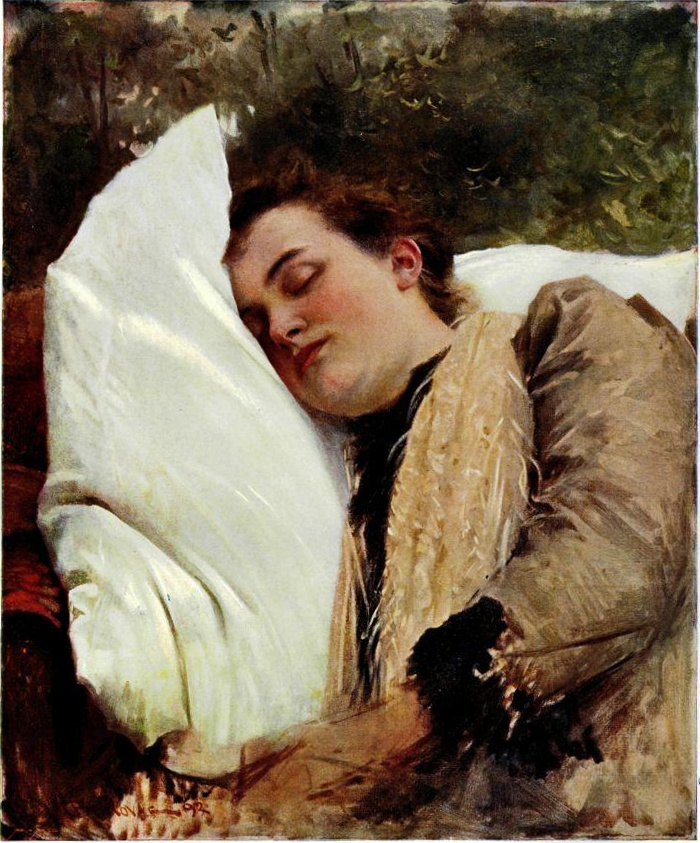
Dame assoupie
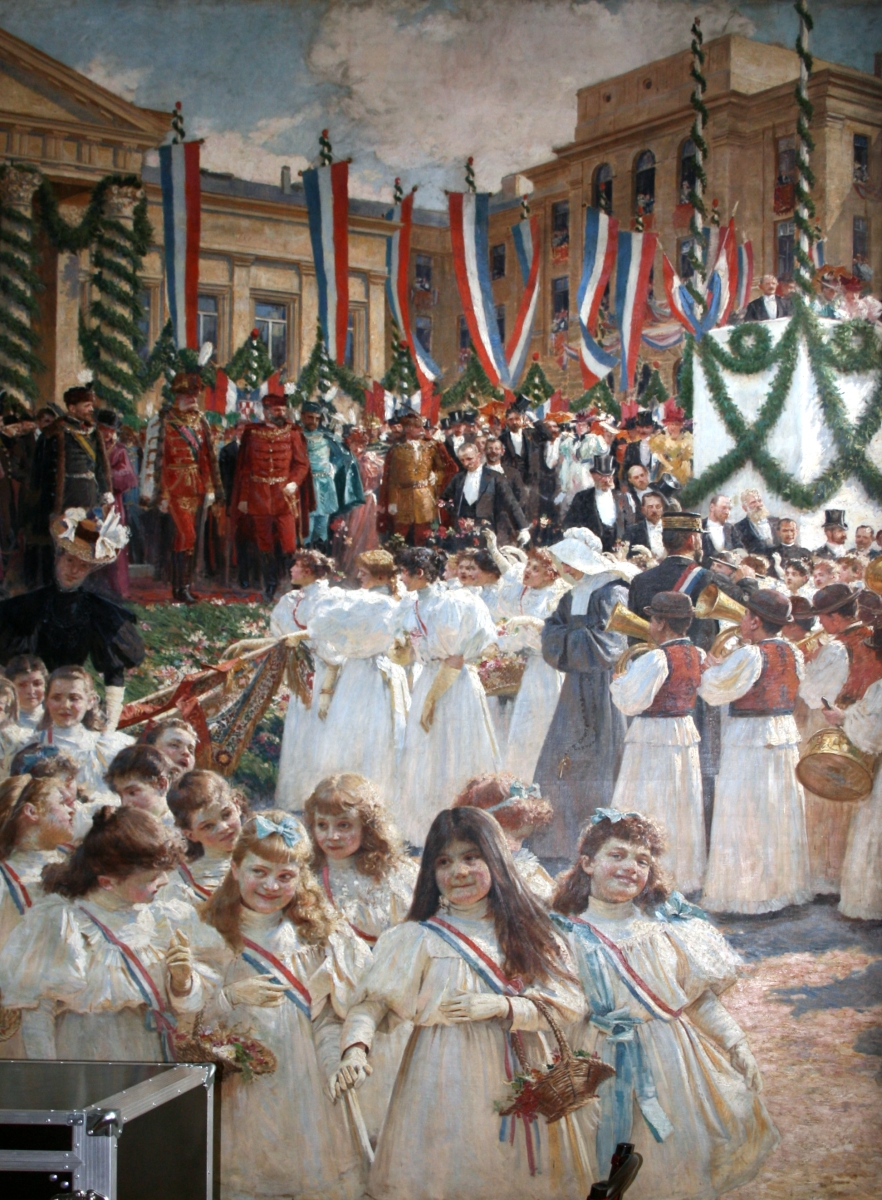
Fête croate pour la visite de François-Joseph Ier à Zagreb (1895)